# Біосферний заповідник Баюви-Дупки—Джинджириця
Баюви-Дупки—Джинджириця (болг. Баюви дупки–Джинджирица) — заповідник у національному парку Пірин у південно-західній Болгарії. Розташований У общині Разлог, Благоєвградська область. Баюви-Дупки—Джинджириця — один із найстаріших заповідників країни, оголошений в 1934 р. для захисту лісів румелійської і боснійської сосни, обидві балканські ендеміки. Його територія була розширена в 1976 і 1980 рр. і охоплює площу 2873 га. У 1977 році він був оголошений біосферним заповідником ЮНЕСКО. Заповідник знаходиться на висоті між 1200 і 2907 м. В геологічному відношенні переважають протерозойські мармури і має карстовий рельєф з численними печерами.

## Флора
Флора складається з близько 500 видів судинних рослин. Серед рідкісних і ендемічних судинних рослин — чорниця, тирлич жовтий, родіола рожева, білотка альпійська та інші.
Близько 60 % заповідника охоплені лісами, що складаються в основному з румелійської і боснійської сосни. Іншими видами дерев є сосна звичайна, сосна чорна європейська, ялина європейська, ялиця біла. Середній вік лісу — понад 150 років, вік деяких дерев сягає понад 500 років. Деякі ділянки лісу Малька Джинджириці від 500 до 550 років. Деякі румелійські сосни досягають висоти більше 45 м і діаметру більше 2 м; деякі дерева мають вік понад 1000 років.
Вищі ділянки заповідника покриті карликовою гірською сосною, що досягає віку 100 років. Середня висота цих кущів від 1,5 до 2 м, але досягає 3 м в окремих районах.

## Фауна
Козиця звичайна є типовим представником фауни і одним із символів заповідника. Інші важливі види охорони включають бурого ведмідя, вовка, куницю лісову, куницю кам'яну, лисицю, сарну європейську, дику свиню, вивірку, глушця, беркута, орябка, дятла трипалого, горіхівку. Типові представники рептилій і земноводних є гадюка звичайна, полоз ескулапів, ящірка живородна і жаба трав'яна.